# Matthew Mitcham
Matthew John Mitcham (Brisbane, 2 de marzo de 1988) es un saltador australiano. Fue el campeón de saltos de 10 m en las Olimpiadas de 2008 siendo el único clavadista no-chino en conquistar una medalla de oro en estos Juegos, recibiendo además la mayor puntuación individual de la historia olímpica. Se convirtió en el primer australiano en categoría masculina en conseguir una medalla de oro en salto desde que lo hiciera Dick Eve en las Olimpiadas de 1924, y ha sido el único homosexual abiertamente que ha ganado una medalla en Pekín 2008.

## Carrera
Mitcham compitió inicialmente como un gimnasta de trampolín. Fue descubierto por un entrenador del Instituto australiano de Programa de Salto de Deporte, Wang Tong Xiang, y siguió haciendo "diving" y saltos de trampolín durante varios años. Como trampolinista, Mitcham representó a Australia en los Campeonatos Mundiales Junior en 1999 y 2001, ganando el evento de "doble mini-trampolín". También compitió en el Festival Olímpico Australiano Juvenil (AYOF, Australian Youth Olimpic Festival) en 2003, terminando en sexto lugar.
Desde 2002 hasta 2004, Mitcham fue campeón nacional junior en salto, ganando las competiciones en las que participó. Compitió en el campeonato mundial junior de salto en 2002, donde quedó en undécima posición en el trampolín de 1 m, quinto en el de 3 m y decimosexto en la plataforma de 10 m. En 2004, ganó las competiciones de trampolín de 1 m y 3 m sincronizado, y de la plataforma de 10 m en el Campeonato Mundial de Menores, así como las de 1 m y 3 m, y de la plataforma de 10 m y 3 m sincronizado en el campeonato nacional junior, aunque no superó las pruebas para entrar en el equipo olímpico.
En 2005 ganó su primer título nacional senior; compitió en el Festival Olímpico Australiano Juvenil, donde consiguió la plata en el trampolín 1 m, y ganó las competiciones de 3 m, 10 m y 3 m sincronizado (con Scott Robertson). También participó en el Campeonato Mundial de Natación de 2005 celebrado en Montreal (Canadá), donde quedó en duodécima posición en plataforma de 10 m.
En 2006 compitió en el German Grand Prix (Gran premio de Alemania), quedando decimosexto en 3 m y sexto en 10 m; también participó en el USA Grand Prix (Gran premio de Estados Unidos) en Fort Lauderdale (Florida), quedando octavo en el trampolín de 3 m. En la Copa de Canadá quedó vigesimosexto en los 3 m y ganó la medalla de bronce en la plataforma de 10 m. Ese mismo año representó a Australia en los Juegos de la Mancomunidad (Commonwealth Games), donde consiguió la cuarta posición en los 3 m y en 3 m sincronizado (de nuevo con Robertson), y quinto en las competiciones de 1 m y 10 m. Tras tomarse un descanso de la competición, en 2007 Mitcham volvió a los entrenamientos en el New South Wales Institute of Sport (Instituto del deporte de Nueva Gales del Sur), con el entrenador Chava Sobrino. En 2008, ganó las competiciones de 1 m, 3 m y 10 m individuales en los nacionales de Australia; y más tarde el mismo año, ganó el Diving Grand Prix (Gran premio de salto) de 2008 en Fort Lauderdale, Florida.
Mitcham salió del armario en 2008, cuando el Sydney Morning Herald entrevistaba a las esperanzas olímpicas. Durante las Juegos Olímpicos de Pekín 2008, fue portada de la publicación gay internacional The Advocate. Su pareja le acompañó a los juegos como espectador. Su viaje fue subvencionado por una beca del programa de apoyo a las familias de los atletas de Johnson & Johnson's. Mitcham recibió cobertura mediática como el primer australiano explícitamente gay durante la competición que competía en los Juegos Olímpicos. Previamente, Ji Wallace compitió por Australia en los Juegos Olímpicos de 2000, ganando una medalla de plata en la competición inaugural de trampolín; no obstante, su salida del armario fue posterior a los Juegos. Antes de su victoria en la plataforma de 10 m, Mitcham era descrito como uno de los once atletas olímpicos abiertamente homosexuales de los Juegos Olímpicos de Pekín, entre los más de once mil atletas de doscientos cuatro países. Como diez de los once atletas eran mujeres, Mitcham era el único atleta masculino abiertamente gay que competía en los Juegos.

## Reconocimientos
Su retrato figura en la National Portrait Gallery de Camberra, como parte de las personalidades australianas. La obra fue pintada en 2009 por el artista australiano Ross Watson y se inspira en La caída de Faetón de Sebastiano Ricci (1700).